# Nindža
Nindža (忍者, japonska izgovorjava: [ɲiꜜɲdʑa]) ali šinobi (忍び, [ɕinobi]) je bil tajni agent ali plačanec v fevdalni Japonski. Funkcije nindže so vključevale izvidništvo, vohunstvo, infiltracijo, zavajanje, zasedo, telesno stražo in njihove bojne sposobnosti in borilne veščine, vključno z nindžutsujem. Njihove prikrite metode vodenja nepravilnega vojskovanja so bile ocenjene kot nečastne in pod častjo samurajev. Čeprav so se pravi šinobiji, kot posebej izurjeni vohuni in plačanci, pojavili v 15. stoletju v obdobju Sengoku, so predhodniki morda obstajali že v 12. stoletju.
V nemirih v obdobju Sengoku so plačanci in najeti vohuni postali aktivni v provinci Iga in sosednjem območju okoli vasi Kōga. Iz teh področij je črpano veliko znanja o nindžah. Po združitvi Japonske pod šogunatom Tokugava v 17. stoletju so nindža zbledeli v temo. V 17. in 18. stoletju je bilo napisanih več priročnikov o šinobiju, ki so pogosto temeljili na kitajski vojaški filozofiji, med njimi predvsem Bansenshūkai (1676) (萬川集海, ‘’Deset tisoč rek, ki tečejo skupaj v ocean’’ - zbirka znanja klanov).
V času obnove Meidži (1868) je šinobi postal tema ljudske domišljije in skrivnosti na Japonskem. Nindže so bili vidno predstavljeni v legendah in folklori, kjer so jih povezovali z legendarnimi sposobnostmi, kot so nevidnost, hoja po vodi in nadzor nad naravnimi elementi. Velik del njihovega dojemanja v popularni kulturi temelji na takšnih legendah in folklori, v nasprotju s prikritimi akterji iz obdobja Sengoku.

## Etimologija
Nindža je on'jomi (Kitajsko-japonski besednjak) branje dveh kandžijev "忍者". V domačem branju kun'jomi se izgovarja šinobi, skrajšana oblika šinobi-no-mono (忍びの者).
Beseda šinobi se v pisnih zapisih pojavlja že v poznem 8. stoletju v pesmih v Man'jōšū. Osnovna konotacija šinobija (忍) pomeni »ukrasti; skriti« in - v nadaljevanju – »vzdržati«, od tod njegova povezava s prikritostjo in nevidnostjo. Mono (者) pomeni »oseba«.
Zgodovinsko gledano beseda nindža ni bila v splošni rabi, zato so se razvili različni regionalni pogovorni izrazi, da bi opisali to, kar so kasneje poimenovali nindža. Poleg šinobi so to monomi (»tisti, ki vidi«), nokizaru (»makak na strehi«), rappa (»podlež«), kusa (»trava«) in Iga-mono (»tisti iz Iga«). V zgodovinskih dokumentih se skoraj vedno uporablja šinobi.
Kunoiči (くノ一） je prvotno argó, ki pomeni »ženska«;  domnevno izhaja iz znakov くノ一 (oziroma hiragana ku, katakana no in kandži ići), ki sestavljajo tri udarce ki tvorijo kandži za »žensko« (女).   V leposlovju, napisanem v moderni dobi, kunoiči pomeni »ženska nindža«.
V zahodnem svetu je beseda nindža postala bolj razširjena kot šinobi v kulturi po drugi svetovni vojni, verjetno zato, ker je bila bolj udobna za zahodno govoreče

## Zgodovina
Kljub številnim priljubljenim ljudskim pravljicam je zgodovinskih poročil o nindžah malo. Zgodovinar Stephen Turnbull trdi, da so bili nindže večinoma rekrutirani iz nižjega razreda, zato je bilo malo literarnega zanimanja zanje. Družbeni izvor nindže se vidi kot razlog, da se strinjajo, da bodo delovali v tajnosti, svoje storitve pa bodo zamenjali za denar brez časti in slave. Pomanjkanje zgodovinskih poročil je razvidno tudi iz vojnih epov, kot sta Zgodba o Hōgenu (Hōgen Monogatari) in Zgodba o Heikeju (Heike Monogatari), ki se osredotočata predvsem na aristokratske samuraje, katerih dejanja so bila očitno bolj privlačna za občinstvo.
Zgodovinar Kijoši Watatani navaja, da so bili nindže usposobljeni, da so bili še posebej skrivnostni glede svojih dejanj in obstoja:
 Tako imenovane nindžutsu tehnike so na kratko veščine šinobi-no-džucu in šinobidžucu, katerih cilj je zagotoviti, da nasprotnik ne ve za njegov obstoj, in za katere je bilo izvedeno posebno usposabljanje.
Vendar pa so nekatere knjige o nindžutsu natančno opisale, katere taktike naj nindža uporablja za boj, in iz teh taktik je mogoče razbrati scenarije, v katerih bi se lahko znašel nindža. Na primer, v rokopisu 2. zvezka Kanrin Seijō (間林清陽), ki je izvirna knjiga Bansenšūkai (万川集海), je 48 točk nindžinih bojnih tehnik, na primer, kako narediti makibiši iz bambusa, kako izdelava obutve, ki ne oddaja zvoka, bojne tehnike, ko smo obkroženi s številnimi sovražniki, previdnostni ukrepi pri uporabi mečev ponoči, kako poslušati majhne zvoke, kudži-kiri, ki preprečuje lajanje psov čuvajev in tako naprej. 

### Predhodniki
Naziv nindža je bil včasih retrospektivno pripisan pol-legendarnemu princu iz 4. stoletja Jamato Takeruju. V Kojiki se je mladi Jamato Takeru preoblekel v očarljivo dekle in umoril dva poglavarja ljudstva Kumaso. Vendar pa se ti zapisi odvijajo v zelo zgodnji fazi japonske zgodovine in je malo verjetno, da so povezani s šinobijem iz poznejših poročil. Prva zabeležena uporaba vohunjenja je bila v času zaposlitve princa Šōtokuja v 6. stoletju. Takšna taktika je veljala za neprijetno celo v zgodnjih časih, ko je bil po Šomonki iz 10. stoletja deček vohun Hasecukabe no Koharumaru ubit zaradi vohunjenja proti uporniku Taira no Masakadu.  Kasneje je vojna kronika Taiheiki iz 14. stoletja vsebovala veliko omemb šinobija in pripisala uničenje gradu v požaru neimenovanemu, a »visoko usposobljenemu šinobiju«. 

### Zgodnja zgodovina
Šele v 15. stoletju so bili vohuni posebej usposobljeni za svoj namen. Približno v tem času se je pojavila beseda šinobi, ki je definirala in jasno identificirala nindže kot skrivnostno skupino agentov. Dokaze za to lahko vidimo v zgodovinskih dokumentih, ki so začeli prikrite vojake označevati kot šinobije v obdobju Sengoku. Kasnejši priročniki o vohunjenju so pogosto temeljili na kitajski vojaški strategiji in citirali dela, kot je Umetnost vojne Sun Cuja.
Nindže so se pojavili kot plačanci v 15. stoletju, kjer so jih rekrutirali kot vohune, roparje, piromane in celo teroriste. Med samuraji je bil opažen občutek rituala in dostojnosti, kjer se je pričakovalo, da se bo odkrito bojeval ali dvobojeval. Skupaj z nemiri v obdobju Sengoku so ti dejavniki ustvarili povpraševanje po moških, ki so bili pripravljeni storiti dejanja, ki so za običajne bojevnike veljala za neugledna. V obdobju Sengoku je imel šinobi več vlog, vključno z vohunom (kančō), izvidnikom (teisacu), nenadnim napadalcem (kišu) in agitatorjem (konran). Družine nindž so bile organizirane v večje cehe, vsak s svojim ozemljem. Obstajal je sistem rangiranja. Džōnin (»višja oseba«) je bil najvišji čin, ki je predstavljal skupino in najemal plačance. Temu sledijo čūnin (»srednja oseba«), pomočniki džōnina. Na dnu je bil genin (»nižja oseba«), terenski agenti, ki so bili izbrani iz nižjega razreda in so bili dodeljeni za izvajanje dejanskih misij.

### Klana Iga in Kōga
Klana Iga in Kōga sta začela opisovati družine, ki živijo v provinci Iga (sodobna prefektura Mie) in sosednji regiji Kōka (kasneje zapisana kot Kōga), poimenovani po vasi v današnji prefekturi Šiga. Iz teh regij so se najprej pojavile vasi, namenjene urjenju nindž. Oddaljenost in nedostopnost okoliških gora je morda imela vlogo pri skrivnostnem razvoju nindže. Zgodovinski dokumenti o poreklu nindže v teh gorskih regijah veljajo na splošno za pravilne. Kronika Go Kagami Furoku piše o poreklu obeh klanov:
Tam je bil podpornik družine Kawai Aki-no-kami iz Iga, ki je bil izjemno vešč shinobija, in posledično se je za generacije uveljavilo ime ljudi iz Iga. Druga tradicija je zrasla v Kōgi. 
Podobno dodatek k Noči Kagami, zapisu šogunata Ašikaga, potrjuje isti izvor Iga:
Znotraj tabora v Magariju šoguna [Ašikaga] Jošihisa so bili šinobiji, katerih imena so bila znana po vsej deželi. Ko je Jošihisa napadel Rokkakuja Takajorija, si je družina Kavai Aki-no-kamija iz Ige, ki mu je služila v Magariju, prislužila veliko zaslug kot šinobi pred veliko vojsko šoguna. Od takrat so bile občudovane naslednje generacije Iga mož. Od tod izvira slava mož z Iga.
Treba je razlikovati med nindžami s teh območij in navadnimi prebivalci ali samuraji, najetimi kot vohuni ali plačanci. Za razliko od svojih kolegov sta klana Iga in Kōga ustvarila profesionalne nindže, ki so bili posebej usposobljeni za svoje vloge. Te poklicne nindže so daimjoji aktivno najemali med letoma 1485 in 1581, dokler Oda Nobunaga ni napadel province Iga in izbrisal organiziranih klanov. Preživeli so bili prisiljeni pobegniti, nekateri v gore Kii, drugi pa so prispeli pred Tokugava Iejasu, kjer so z njimi dobro ravnali. Nekateri nekdanji člani klana Iga, vključno s Hattori Hanzō, so kasneje služili kot Tokugavovi telesni stražarji.
Po bitki pri Okehazami leta 1560 je Tokugava zaposlil skupino osemdesetih nindž Kōga, ki jih je vodil Tomo Sukesada. Imeli so nalogo, da napadejo postojanko klana Imagava. Poročilo o tem napadu je podano v Mikava Go Fudoki, kjer je zapisano, da se je nindža Kōga infiltriral v grad, zažgal njegove stolpe in ubil kastelana skupaj z dvesto člani garnizije. Nindža Kōga naj bi igral vlogo v poznejši bitki pri Sekigahari (1600), kjer je več sto Kōga pomagalo vojakom pod Torijem Mototado pri obrambi gradu Fušimi. Po Tokugavovi zmagi pri Sekigahari so Ige delovali kot stražarji za notranje komplekse gradu Edo, medtem ko so Kōga delovali kot policija in pomagali pri varovanju zunanjih vrat. Leta 1614 je prva »zimska kampanja« pri obleganju Osake ponovno videla uporabo nindž. Miura Joemon, nindža v službi Tokugave, je rekrutiral šinobije iz regije Iga in poslal 10 nindž v grad Osaka, da bi spodbudil nasprotje med sovražnimi poveljniki. Med poznejšo »poletno kampanjo« so se ti najeti nindže borili skupaj z rednimi enotami v bitki pri Tennōdži. 

### Šimabara upor
Končni, a podroben zapis o nindžah, zaposlenih v odprtem bojevanju, se je zgodil med uporom Šimabara (1637–1638). Nindže Kōga je rekrutiral šogun Tokugava Iemicu proti krščanskim upornikom, ki jih je vodil Amakusa Širō, ki so se dokončno spopadli na gradu Hara v provinci Hizen. Dnevnik, ki ga je vodil član klana Macudaira, Amakusa Gunki, pripoveduje: »Možje iz Kōge v provinci Ōmi, ki so skrivali svoj videz, so se vsako noč prikradli v grad in šli notri, kakor so želeli«.
Dnevnik Ukai, ki ga je napisal potomec Ukaija Kanemona, vsebuje več vnosov, ki opisujejo izvidniške akcije, ki so jih izvedli Kōga.
Ukazano jim je bilo [Kōga], naj raziščejo načrt gradnje gradu Hara in izmerijo razdaljo od obrambnega jarka do ni-no-mara (drugo predgradje), globino jarka, razmere na cestah, višino zidu in oblika lukenj. — Vstop: 6. dan 1. meseca
Zaradi suma, da so grajske zaloge morda slabe, je poveljnik obleganja Macudaira Nobucuna ukazal napad na grajske zaloge. Tukaj so Kōga zajeli vreče s sovražnimi živili in se ponoči infiltrirali v grad ter pridobili skrivna gesla. Nekaj dni pozneje je Nobucuna ukazal misijo zbiranja obveščevalnih podatkov, da bi ugotovili zaloge gradu. Več nindž – nekateri so očitno izhajali iz tistih, ki so leta 1562 sodelovali pri napadu na grad klana Imagava – se je javilo prostovoljno, čeprav so jih opozorili, da so možnosti za preživetje majhne. V nebo je odjeknila salva strelov, zaradi česar so branilci med pripravo ugasnili grajske luči. Pod plaščem teme so se nindže, preoblečeni v branilce, infiltrirali v grad in zajeli zastavo krščanskega križa. Dnevnik Ukai piše,
Razpršili smo vohune, ki so bili pripravljeni umreti v gradu Hara. ... tisti, ki so šli v izvidnico v sili, so zajeli sovražnikovo zastavo; tako Arakava Šičirobei kot Močizuki Jo'emon sta naletela na izjemen odpor in 40 dni trpela zaradi resnih ran.— Vstop: 27. dan 1. meseca
Ko se je obleganje nadaljevalo, so zaradi skrajnega pomanjkanja hrane kasneje branilci morali jesti mah in travo. Ta obup se je povečal v jalove obtožbe upornikov, kjer jih je na koncu premagala šogunska vojska. Kōga bo kasneje sodelovali pri osvojitvi gradu.
S padcem gradu Hara se je upor Šimabara končal in krščanstvo na Japonskem je bilo prisiljeno v ilegalo. Ta pisna poročila so zadnja omemba nindž v vojni.

### Obdobje Edo
Po uporu Šimabara do obdobja bakumacu skorajda ni bilo večjih vojn ali bitk. Da bi zaslužili za preživetje, so morali nindže zaposliti vlade svojega Hana (domena) ali pa spremeniti poklic. Mnogi lordi so še vedno najemali nindže, ne za boj, ampak kot telesne stražarje ali vohune. Njihove naloge so vključevale vohunjenje na drugih področjih, varovanje daimjōja in požarno patruljo. Nekaj domen, kot so Cu, Hirosaki in Saga, je še naprej zaposlovalo lastne nindže v dobi bakumacu, čeprav njihovo natančno število ni znano.
Številne nekdanje nindže je šogunat Tokugava zaposlil kot varnostnike, čeprav je bila vloga vohunjenja prenesena na novo ustanovljene organizacije, kot sta Onmicu in Onivaban. Drugi so uporabili svoje znanje nindžucuja, da so postali zdravniki, prodajalci zdravil, trgovci, borilni umetniki in proizvajalci ognjemetov. Nekateri brezposelni nindže so bili razbojniki, kot sta Fūma Kotarō in IŠikava Goemon.

### Sedanjost
Med letoma 1960 in 2010 so bili odkriti artefakti iz časa obleganja Odavare (1590), za katere strokovnjaki pravijo, da so orožje nindže. Nindže so bili vohuni in saboterji in so verjetno sodelovali pri obleganju. Klanu Hodžo ni uspelo rešiti gradu pred silami Tojotomi Hidejoiija. Odkriti ploščati kamni za metanje so verjetno predhodniki šurikena. Glinene bodike so bile pred makibiši bodikami. Arheolog Ivata Akihiro iz prefekturnega muzeja zgodovine in folklore Saitama je dejal, da so plosko metanje kamnov »uporabljali za zaustavitev gibanja sovražnika, ki bo vsak trenutek napadel [vojaka], in medtem ko je sovražnik zamrznil, je vojak pobegnil«. Glinene bodike bi lahko »ustavile gibanje sovražnika, ki je vdrl v grad«. To orožje je bilo izdelano na hitro, a učinkovito in uporabljala ga je »bojna skupina, ki je lahko stopila v akcijo kot nindže«.
Univerza Mie je leta 2017 ustanovila prvo raziskovalno središče na svetu, posvečeno nindžam. Podiplomski magistrski tečaj je bil odprt leta 2018. Je v kraju Iga (zdaj prefektura Mie). Na leto so vpisani približno 3 študenti. Študenti morajo opraviti sprejemni preizkus o japonski zgodovini in znati brati zgodovinske dokumente nindže. Znanstveni raziskovalci in učenjaki različnih disciplin preučujejo starodavne dokumente in kako jih je mogoče uporabiti v sodobnem svetu.
Leta 2020 je bil 45-letni Geniči Micuhaši prvi študent, ki je diplomiral na magistrskem študiju nindže na univerzi Mie. Dve leti je preučeval zgodovinske zapise in tradicijo borilne veščine. Podobno kot prvotni nindža je bil podnevi kmet in je gojil zelenjavo, medtem ko je študiral nindže in popoldne treniral borilne veščine.
19. junija 2022 je mesto Kōka v prefekturi Šiga objavilo, da je bila pisna kopija Kanrinseijo, ki je izvirni vir znane knjige o umetnosti nindž z naslovom Bansenšukai (1676) iz obdobja Edo, odkrita v skladišču svetišča Kazuraki. Rokopisna reprodukcija je bila izdelana leta 1748. Knjiga opisuje 48 vrst nindžucuja. Vsebuje informacije o posebnih metodah, kot je pritrjevanje plasti bombaža na spodnji del slamnatih sandal, da prepreči hrup, ko se prikrade, napad na desno, ko je obkrožen z velikim številom sovražnikov, metanje prahu zoglenelih sov in želv, ko se poskušate skriti, in čaranje. Pojasnilo je tudi metode in kako izdelovati in uporabljati orodja nindžucu, kot so meči iz trsa in makibiši (japonska bodika). 

## Oniwaban
V zgodnjem 18. stoletju je šogun Tokugava Jošimune ustanovil onivaban (»skrbniki vrtov«), obveščevalno agencijo in tajno službo. Člani so bili agenti, vključeni v zbiranje informacij o daimjōjih in vladnih uradnikih. Skrivnostna narava onivabanov – skupaj s prejšnjo tradicijo uporabe članov klana Iga in Kōga kot palačnih stražarjev – je nekatere vire pripeljala do opredelitve onivabanšūja kot »nindža«. Ta upodobitev je pogosta tudi v poznejših romanih in džidaigeki. Vendar ni pisne povezave med prejšnjim šinobijem in kasnejšim onivabanom.

## Vloge
Nindže so bili prikriti vojaki in plačanci, ki so jih večinoma najemali daimjōji. Njihove glavne vloge so bile vohunjenje in sabotaža, čeprav so nindžam pripisovali tudi atentate. Čeprav so veljali za anti-samuraje in so jih tisti, ki so pripadali razredu samurajev, zaničevali, so bili potrebni za vojskovanje in so jih celo sami samuraji zaposlovali za izvajanje operacij, ki jih je bušidō prepovedal. 
Vojaški zgodovinar Hanava Hokinoiči v svoji Buke Mjōmokušō piše o nindži:
Preoblečeni so potovali na druga ozemlja, da bi presodili položaj sovražnika, vrinili so se v sredino sovražnika, da bi odkrili vrzeli, in vstopali v sovražnikove gradove, da bi jih zažgali, in izvajali atentate, ko so prihajali na skrivaj. 

## = Vohunstvo
Vohunjenje je bila glavna vloga nindže. Nindža je s pomočjo preoblek zbiral podatke o sovražnikovem terenu in specifikacijah zgradb ter pridobival gesla in sporočila. Zgoraj omenjeni dodatek k Noči Kagami na kratko opisuje vlogo nindže pri vohunjenju:
Kar zadeva nindže, so rekli, da so bili iz Iga in Kōga in so prosto zahajali v sovražne gradove na skrivaj. Opazovali so skrite stvari in imeli so jih za prijatelje.

### Sabotaže
Požig je bil primarna oblika sabotaže nindže, ki so ciljali na gradove in taborišča.
Tamon-in Nikki (16. stoletje) – dnevnik, ki ga je napisal opat Eišun iz templja Kōfuku-dži – opisuje požig gradu s strani moških iz klanov Iga.
To jutro, šesti dan 11. meseca Tenbun 10 [1541], je Iga-šu na skrivaj vstopil v grad Kasagi in zažgal nekaj prostorov za duhovnike. Zažgali so tudi gospodarska poslopja na različnih mestih znotraj San-no-maruja. Zavzeli so iči-no-maru (notranje predgradje) in ni-no-maru (drugo predgradje).
Leta 1558 je Rokkaku Jošikata najel ekipo nindž, da so zažgali grad Savajama. Kapitan čūnin je s prevaro vodil silo 48 nindž v grad. V tehniki, imenovani bakemono-džucu (»tehnika duhov«), so njegovi možje ukradli svetilko s sovražnikovim družinskim grbom (mon) in nadaljevali z izdelavo replik z istim monom. Z vihtenjem teh luči so lahko vstopili v grad brez boja. Ko je bil notri, je nindža zažgal grad in Jošitakina vojska je kasneje zmagala. Plačanska narava šinobija se pokaže v drugem požigu kmalu po zažigu gradu Savajama. Leta 1561 so poveljniki, ki so delovali pod vodstvom Kizave Nagamase, najeli tri Iga nindže ranga genin, da bi pomagali pri osvojitvi trdnjave v Maibari. Rokkaku Jošitaka, isti človek, ki je nekaj let prej najel Iga nindžo, je bil lastnik trdnjave – in tarča napada. Asai Sandaiki piše o svojih načrtih: »Zaposlili smo šinobi-no-mono iz Iga ... Naročili so jim, da zažgejo grad«. Vendar plačanski šinobiji niso bili pripravljeni prevzeti ukazov. Ko se ognjeni napad ni začel, kot je bilo predvideno, so možje Iga poveljnikom, ki niso bili iz regije, povedali, da nikakor ne morejo razumeti taktike šinobijev. Nato so zagrozili, da bodo operacijo opustili, če jim ne bo dovoljeno delovati po lastni strategiji. Požar je bil na koncu podtaknjen, kar je Nagamasovi vojski omogočilo, da je v kaotičnem naletu zavzela trdnjavo.

### Atentat
Najbolj znani primeri poskusov atentatov vključujejo znane zgodovinske osebnosti. Smrt slavnih oseb so včasih pripisovali atentatu s strani nindže, vendar jih je zaradi skrivnostne narave teh scenarijev težko dokazati. Morilci so bili pozneje pogosto identificirani kot nindže, vendar ni dokazov, ki bi dokazovali, ali so bili nekateri posebej usposobljeni za to nalogo ali pa so bili preprosto najeti razbojniki.
Zloglasni sloves vojskovodje Oda Nobunaga je povzročil več poskusov napadov njegovega življenja. Leta 1571 je bil Kōga nindža in ostrostrelec po imenu Sugitani Zendžubō najet, da ubije Nobunago. Z dvema arkebuzama je izstrelil dva zaporedna strela na Nobunago, vendar mu ni uspelo povzročiti smrtne poškodbe skozi Nobunagov oklep. Sugitani je uspel pobegniti, vendar so ga štiri leta kasneje ujeli in usmrtili z mučenjem. Leta 1573 se je Manabe Rokurō, vazal daimjōja Hatano Hideharuja, poskušal infiltrirati v grad Azuči in ubiti spečega Nobunago. Vendar se je tudi to končalo z neuspehom in Manabe je bil prisiljen storiti samomor, nato pa je bilo njegovo telo javno razkrito. Glede na dokument Iranki: ko je Nobunaga pregledoval provinco Iga, ki jo je njegova vojska opustošila, skupina treh nindž streljala nanj s strelnim orožjem velikega kalibra. Vendar pa so streli preleteli Nobunago in namesto tega ubili sedem njegovih bližnjih tovarišev.
Nobunaga je poslal nindžo Hačisuka Tenzō, da ubije mogočnega daimjōja Takedo Šingena, vendar so njegovi poskusi končno spodleteli. Skrival se je v senci drevesa in se izogibal, da bi ga opazili pod mesečino, kasneje pa se je skril v luknjo, ki jo je vnaprej pripravil, in se tako izognil ujetju.
Preprečen je bil tudi poskus atentata na Tojotomija Hidejošija. Nindža po imenu Kirigakure Saizō (verjetno Kirigakure Šikaemon) je zabodel sulico skozi talne deske, da bi ubil Hidejošija, vendar ni bil uspešen. Iz njegovega skrivališča ga je »odkadil« drug nindža, ki je delal za Hidejošija, ki je očitno uporabljal nekakšen primitivni »metalec ognja«. Na žalost so verodostojnost tega poročila zameglile poznejše izmišljene publikacije, ki prikazujejo Saizōja kot enega od legendarnih desetih pogumnih Sanada.
Govori se, da je Uesugi Kenšina, slavnega daimja province Ečigo, ubil nindža. Legenda njegovo smrt pripisuje atentatorju, ki naj bi se skril v Kenšinovem stranišču in smrtno ranil Kenšina tako, da mu je v anus zarinil rezilo ali sulico. Medtem ko zgodovinski zapisi kažejo, da je imel Kenšin trebušne težave, sodobni zgodovinarji njegovo smrt na splošno pripisujejo raku na želodcu, raku požiralnika ali cerebrovaskularni bolezni.

### Psihološka vojna
V boju so nindže uporabljali tudi za povzročanje zmede med sovražniki. Stopnja psihološkega bojevanja pri zajetju sovražnih praporov je prikazana v Ōu Eikei Gunki, sestavljenem med 16. in 17. stoletjem:
V gradu Hataja je bil veličasten šinobi, katerega spretnost je bila znana, in neke noči je na skrivaj vstopil v sovražni tabor. Vzel je zastavo stražarju Naoeja Kanecuguja ... in se vrnil ter jo postavil na visoko mesto na vhodnih vratih gradu.

### Proti ukrepi
Da bi preprečili dejavnosti nindž, so bili sprejeti številni protiukrepi. Pogosto so bili sprejeti varnostni ukrepi proti atentatom, kot je orožje, skrito v stranišču ali pod odstranljivo talno desko. Stavbe so bile zgrajene s pastmi in sprožilnimi žicami, pritrjenimi na alarmne zvonce.
Japonski gradovi so bili zasnovani tako, da je po njih težko krmariti, z vijugastimi potmi, ki vodijo do notranjega kompleksa. Slepi koti in luknje v stenah so zagotavljali stalen nadzor teh labirintnih poti, kot je prikazano v gradu Himedži. Grad Nidžo v Kjotu je zgrajen z dolgimi »slavčevimi« tlemi, ki so slonela na kovinskih tečajih (uguisu-bari), posebej zasnovanih tako, da glasno škripajo, ko se po njih hodi. Tla, prekrita s prodom, so prav tako omogočala zgodnje obvestilo o nezaželenih vsiljivcih, ločene stavbe pa so omogočale boljše zajezitev požarov.

## Urjenje
Veščine, ki se zahtevajo od nindže, so v sodobnem času postale znane kot nindžucu (忍術), vendar je malo verjetno, da so bile prej imenovane pod eno samo disciplino, temveč so bile razdeljene med različne vohunske in preživetvene veščine. Nekateri vidijo nindžucu kot dokaz, da nindže niso bili preprosti plačanci, ker besedila niso vsebovala le informacij o bojnem usposabljanju, ampak tudi informacije o dnevnih potrebah, ki so vključevale celo tehnike rudarjenja. Vodenje za vsakodnevno delo je vključevalo tudi elemente, ki nindži omogočajo razumevanje borilnih lastnosti tudi najbolj nizkega opravila.  Ti dejavniki kažejo, kako je nindžucu med razredom nindž vzpostavil temeljno načelo prilagajanja.
Prvo specializirano usposabljanje se je začelo sredi 15. stoletja, ko so se nekatere samurajske družine začele osredotočati na tajno vojno, vključno z vohunjenjem in atentati. Tako kot samuraji so se nindže rodili v poklicu, kjer so se ohranjale tradicije in prenašale skozi družino. Po Turnbullu so nindžo urili že od otroštva, kot je bilo običajno tudi v samurajskih družinah.
Zunaj pričakovanih disciplin borilnih veščin je mladenič študiral tehnike preživetja in skavtske tehnike ter informacije o strupih in eksplozivih. Pomembna je bila tudi telesna vadba, ki je vključevala tek na dolge razdalje, plezanje, prikrite metode hoje in plavanje. Določena stopnja znanja o običajnih poklicih je bila prav tako potrebna, če se je od nekoga pričakovalo, da bo prikril njihovo obliko. Nekaj dokazov o medicinskem usposabljanju je mogoče izpeljati iz ene pripovedi, kjer je nindža Iga nudil prvo pomoč Iiju Naomasi, ki je bil ranjen zaradi streljanja v bitki pri Sekigahari. Tukaj naj bi nindža dal Naomasi »črno zdravilo«, ki naj bi ustavilo krvavitev.
S padcem klanov Iga in Kōga daimjōji niso mogli več novačiti poklicnih nindž in so bili prisiljeni uriti lastne šinobije. Šinobi je veljal za pravi poklic, kot je prikazano v bakufu zakonu o vojaški službi iz leta 1649, ki je razglasil, da lahko samo daimjōji z dohodkom nad 10.000 koku obdržijo šinobije. V naslednjih dveh stoletjih so potomci Hattori Hanzōja in člani klana Fujibajaši, veje Hattorija, napisali številne priročnike za nindžucu. Glavni primeri vključujejo Ninpiden (1655), Bansenšūkai (1675) in Šōninki (1681).
Sodobne šole, ki trdijo, da trenirajo nindžucu, so nastale v 1970-ih, vključno s šolo Masaakija Hacumija (Budžinkan), Stephena K. Hayesa (To-Šin Do) in Džiničija Kavakamija (Banke Šinobinoden). Linija in avtentičnost teh šol sta predmet polemike.

### Taktika
Nindža ni vedno deloval sam. Obstajajo tehnike timskega dela: na primer, da bi lahko premagali steno, lahko skupina nindž nosi drug drugega na hrbtu ali zagotovi človeško platformo za pomoč posamezniku pri doseganju večjih višin. Mikava Go Fudoki ponuja zapis, kjer je usklajena ekipa napadalcev uporabljala gesla za komunikacijo. Poročilo navaja tudi primer prevare, ko so se napadalci oblekli v enaka oblačila kot branilci, kar je povzročilo veliko zmedo. Ko je bil med obleganjem Osake potreben umik, je bilo nindžam ukazano, naj streljajo na prijateljske čete od zadaj, kar je povzročilo, da so čete napadle nazaj, da bi napadle domnevnega sovražnika. To taktiko so pozneje ponovno uporabili kot metodo razprševanja množice.
Večina nindžucu tehnik, zapisanih v zvitkih in priročnikih, se vrti okoli načinov, kako se izogniti odkritju, in metod pobega. Te tehnike so bile ohlapno razvrščene pod ustrezne naravne elemente. Nekaj primerov:
- Hicuke: praksa odvračanja pozornosti stražarjev z zanetitvijo ognja stran od nindžine načrtovane vstopne točke. Spada pod »ognjene tehnike« (katon-no-džucu).
- Tanuki-gakure: Praksa plezanja na drevo in maskiranja med listjem. Spada pod »lesne tehnike« (mokuton-no-džucu).
- Ukigusa-gakure: praksa metanja vodne leče nad vodo, da se prikrije gibanje pod vodo. Spada pod »vodne tehnike« (suiton-no-džucu).
- Uzura-gakure: Vaja, da se zvijete v kroglo in ostanete nepremični, da izgledate kot kamen. Spada pod »zemeljske tehnike« (doton-no-džucu).

### Preobleke
Uporaba preoblek je pogosta in dobro dokumentirana. Preobleke so bile v obliki duhovnikov, zabavljačev, vedeževalcev, trgovcev, rōninov in menihov. Buke Mjōmokušō pravi:
Šinobi-monomi so bili ljudje, ki so jih uporabljali na skrivne načine, njihove dolžnosti pa so bile iti v gore in se preobleči v nabiralce drv, da bi odkrili in pridobili novice o sovražnikovem ozemlju ... bili so še posebej vešči potovanja v maski.
Gorsko asketsko (jamabuši) oblačilo je olajšalo potovanje, saj so bili običajni in so lahko prosto potovali med političnimi mejami. Ohlapna oblačila budističnih duhovnikov so dovoljevala tudi skrito orožje, kot je tantō. Zabavljača ali sarugaku obleke bi lahko nindži omogočile vohunjenje v sovražnikovih zgradbah, ne da bi vzbudile sum. Učinkovite so bile tudi preobleke v komusō, beraškega meniha, znanega po igranju šakuhačija, saj so veliki klobuki, ki so jih tradicionalno nosili, popolnoma zakrivali glavo.

## Oprema
Nindža je uporabljal veliko različnih orodij in orožja, od katerih so bila nekatera splošno znana, druga pa bolj specializirana. Večinoma je bilo orodje, ki so ga uporabljali pri infiltraciji gradov. V Bansenūkaiju iz 17. stoletja je opisana in ilustrirana široka paleta specializirane opreme, vključno z opremo za plezanje, iztegnjenimi sulicami,  puščicami na raketni pogon [90] in majhnimi zložljivimi čolni.

### Vrhnja oblačila
Medtem ko podoba nindže, oblečenega v črna oblačila (šinobi šōzoku), prevladuje v popularnih medijih, ni nobenega pisnega dokaza za takšno obleko. Namesto tega je bilo veliko bolj običajno, da so bili nindže preoblečeni v civiliste. Priljubljena predstava o črnih oblačilih je verjetno zakoreninjena v umetniški konvenciji; zgodnje risbe nindže so jih prikazovale oblečene v črno, da bi prikazale občutek nevidnosti. Ta konvencija je bila ideja, ki so si jo izposodili lutkovni vodje gledališča bunraku, ki so bili oblečeni v popolnoma črno, da bi simulirali rekvizite, ki se premikajo neodvisno od njihovih kontrol.  Kljub pomanjkanju trdnih dokazov so nekateri organi predlagali, da so bila črna oblačila, morda rahlo obarvana z rdečo barvo, da bi skrili krvave madeže, res smiselno oblačilo izbire za infiltracijo.
Uporabljena oblačila so bila podobna oblačilom samurajev, vendar so bila ohlapna (kot so pajkice) zatlačena v hlače ali pritrjena s pasovi. Tenugui, kos blaga, ki se uporablja tudi v borilnih veščinah, je imel številne funkcije. Lahko se uporablja za pokrivanje obraza, oblikovanje pasu ali pomoč pri plezanju.
Zgodovinskosti oklepov, izdelanih posebej za nindže, ni mogoče ugotoviti. Medtem ko kosi lahkega oklepa, ki naj bi jih nosil nindža, obstajajo in segajo v pravi čas, ni trdnih dokazov o njihovi uporabi v operacijah nindže. Upodobitve slavnih oseb, ki so kasneje veljale za nindže, jih pogosto prikazujejo v samurajskih oklepih. Obstajali so lahki skriti tipi oklepov, narejeni kot verižni oklep in majhnimi oklepnimi ploščami, kot je karuta, ki bi jih lahko nosil nindža, vključno s katabirami (jopiči), izdelanimi z oklepom, skritim med plastmi blaga. Ščitniki za golen in roke, skupaj s kovinsko ojačenimi kapucami, naj bi sestavljali tudi oklep.

### Orodja
Orodja, ki se uporabljajo za infiltracijo in vohunjenje, so nekateri najbolj bogati artefakti, povezani z nindžami. Vrvi in kljuke so bile običajne in so jih privezali na pas. Zložljiva lestev je ilustrirana v Bansenšukai s konicami na obeh koncih za zasidranje lestve.  Plezalna oprema s konicami ali kljukami, ki so jo nosili na rokah in nogah, je služila tudi kot orožje. Drugi pripomočki vključujejo dleta, kladiva, svedre, krampe in tako naprej.
Kunaj je bilo težko koničasto orodje, ki je verjetno izhajalo iz japonske zidarske gladilke, ki ji je zelo podobno. Čeprav je v popularni kulturi pogosto prikazan kot orožje, se je kunai uporabljal predvsem za vrtanje lukenj v stenah. Noži in majhne žage (hamagari) so bili uporabljeni tudi za ustvarjanje lukenj v stavbah, kjer so služili kot opora ali prehod za vstop. Prenosna prisluškovalna naprava (saoto hikigane) je bila uporabljena za prisluškovanje pogovorom in zaznavanje zvokov.
Mizugumo je bil komplet lesenih čevljev, ki naj bi nindži omogočali hojo po vodi. Delovali naj bi tako, da so težo uporabnika porazdelili po široki spodnji površini čevljev. Beseda mizugumo izhaja iz domačega imena japonskega vodnega pajka (Argyroneta aquatica japonica). Mizugumo je bil predstavljen v oddaji MythBusters, kjer je bilo dokazano, da ni primeren za hojo po vodi. Ukidari, podobna obutev za hojo po vodi, je obstajala tudi v obliki ploščatega okroglega vedra, a je bila verjetno precej nestabilna. Napihljive kože in dihalne cevi so nindži omogočile, da je ostal pod vodo dlje časa.
Gošiki-mai (go, pet; šiki, barva; mai, riž) obarvana (rdeča, modra, rumena, črna, vijolična) riževa zrna, ki se uporabljajo v kodnem sistemu in za izdelavo sledi ki bi lahko sledili kasneje.
Kljub velikemu naboru orodij, ki so na voljo nindži, Bansenšukai opozarja, naj se ne obremenjujejo z opremo, in pravi, da je »uspešen nindža tisti, ki uporablja samo eno orodje za več nalog«.

### Orožje
Čeprav so bili uporabljeni krajši meči in bodala, je bila katana verjetno izbrano orožje nindž in so ga včasih nosili na hrbtu. Katana je bil bolj uporaben poleg običajnega boja. V temnih prostorih so lahko nožnico uporabili kot dolgo merilno napravo. Meč je bilo mogoče položiti tudi ob steno, kjer je nindža lahko uporabil ščitnik meča (cuba), da bi pridobil višjo oporo. Katano bi lahko uporabili celo kot napravo za omamljanje sovražnikov, preden bi jih napadli, tako da bi na območje blizu vrha nožnice vstavili kombinacijo rdeče paprike, umazanije ali prahu in železnih opilkov, tako da bi, ko je bil meč izvlečen, mešanica poletela v sovražnikove oči in ga omamila, dokler ni mogel narediti smrtonosnega udarca. Medtem ko so ravne meče uporabljali pred izumom katane, ni znanih zgodovinskih podatkov o ravnih nindžatoō pred 20. stoletjem. Prva fotografija nindžato se je pojavila v knjižici Heišičirōja Okuseja leta 1956. Replika nindžato je na ogled v muzeju nindž v Igarju.
Niz pušic, konic, nožev in ostrih diskov v obliki zvezde je bil znan pod skupnim imenom šuriken. Čeprav niso bili izključni za nindže, so bili pomemben del arzenala, ki so jih lahko vrgli v katero koli smer. Loki so bili uporabljeni za ostro streljanje in loki nekaterih nindž so bili namenoma manjši od tradicionalnega jumi (dolgega loka). Uporabljali so tudi verigo in srp (kusarigama). To orožje je bilo sestavljeno iz uteži na enem koncu verige in srpa (kama) na drugem. Utež so zamahnili, da bi poškodovali ali onesposobili nasprotnika, s srpom pa ubijali na blizu.
Eksplozivi, prineseni s Kitajske, so bili na Japonskem poznani v času mongolskih vpadov v 13. stoletju. Kasneje so nindže sprejeli eksplozive, kot so ročne bombe in granate. Bombe z mehkim ohišjem so bile zasnovane za sproščanje dima ali strupenih plinov, skupaj z eksplozivi za drobljenje, polnjenimi z železnimi ali keramičnimi šrapneli.
Poleg običajnega orožja je bil z nindžo povezan velik izbor raznovrstnega orožja. Nekateri primeri vključujejo strup, makibiši (bodike), šikomizue (meči iz trsa),  kopenske mine, fukija (pihalne puške), zastrupljene puščice, cevi za brizganje kisline in strelno orožje. Happō, majhna jajčna lupina, napolnjena z mecubuši (prašek za slepitev), je bil prav tako uporabljen za lažji pobeg.

## Legendarne sposobnosti
Nadčloveške ali nadnaravne moči so bile pogosto povezane z nindžami. Nekatere legende vključujejo let, nevidnost, spreminjanje oblike, teleportacijo, sposobnost "razcepitve" na več teles (bunšin), priklic živali (kučijose) in nadzor nad petimi klasičnimi elementi. Te čudovite predstave izvirajo iz ljudske domišljije o skrivnostnem statusu nindže, pa tudi iz romantičnih idej, ki jih najdemo v poznejši japonski umetnosti obdobja Edo. Čarobne moči so bile zakoreninjene v lastnih dezinformacijskih prizadevanjih nindž za širjenje izmišljenih informacij. Na primer, Nakagava Šošunjin, ustanovitelj Nakagava-rjū iz 17. stoletja, je v svojih spisih (Okufudži Monogatari) trdil, da ima sposobnost preoblikovanja v ptice in živali.
Zaznani nadzor nad elementi je lahko utemeljen v resničnih taktikah, ki so bile kategorizirane glede na povezavo z naravnimi silami. Na primer, praksa netenja ognja, da se prekrije sled nindže, spada pod katon-no-džucu (ognjena tehnika. Z oblačenjem v enaka oblačila bi lahko usklajena ekipa nindž vzbujala občutek, da je en sam napadalec na več lokacijah.
Prilagoditev nindže v zmaje v vohunjenju in vojskovanju je še ena tema legend. Obstajajo poročila o nindžah, ki so jih zmaji dvignili v zrak, kjer so leteli nad sovražnim terenom in se spustili na sovražnikovo ozemlje ali nanj odvrgli bombe. Zmaji so bili res uporabljeni v japonskem vojskovanju, vendar večinoma za pošiljanje sporočil in posredovanje signalov. Turnbull predlaga, da bi bili zmaji, ki dvignejo človeka v zrak, morda tehnično izvedljivi, vendar navaja, da uporaba zmajev za oblikovanje človeškega "zmaja" spada naravnost v področje fantazije.

### Kudži-kiri
Kudži-kiri je ezoterična praksa, ki naj bi, ko se izvaja z nizom ročnih "znakov" (kudži-in), nindži omogočila nadčloveške podvige.
Kudži ("devet znakov") je koncept, ki izvira iz taoizma, kjer je bil niz devetih besed, ki se uporabljajo v čarih in zaklinjanjih. Na Kitajskem se je ta tradicija pomešala z budističnimi verovanji, pri čemer je vsaka od devetih besed pripisana budističnemu božanstvu. Kudži je morda prispel na Japonsko preko budizma, kjer je cvetel znotraj Šugendoja. Tudi tukaj je bila vsaka beseda v kudži povezana z budističnimi božanstvi, živalmi iz taoistične mitologije in kasneje s šintoističnimi kami. Mudra, niz simbolov rok, ki predstavljajo različne Bude, so budisti uporabili za kudži, verjetno prek ezoteričnih Mikkjō naukov. Asketi jamabuši iz Šugendōja so sprejeli to prakso z uporabo gest rok v duhovnih, zdravilnih in eksorcističnih obredih. Kasneje je uporaba kudži prešla v nekatere šole budžucu (borilne veščine) in nindžucu, kjer naj bi imel mnogo namenov. Uporaba kudži za doseganje želenega učinka se je imenovala »rezanje« (kiri) kudži. Načrtovani učinki segajo od fizične in mentalne koncentracije do bolj neverjetnih trditev o onemogočanju nasprotnika ali celo izvajanju magičnih urokov. Te legende so bile ujete v ljudski kulturi, ki je kudži-kiri interpretirala kot predhodnika magičnih dejanj.

## Tuji nindža
25. februarja 2018 sta Jamada Jūdži, profesor univerze Mie, in zgodovinar Nakaniši Gō objavila, da sta identificirala tri ljudi, ki so bili uspešni v zgodnjem modernem mestu Urešinu, vključno z nindžo Benkei Musō (弁慶夢想). Musō naj bi bil ista oseba kot Denrinbō Raikei (伝林坊頼慶), kitajski učenec Marumeja Nagajošija (丸目 長恵, 1540–1629), ki je bil podpornik klana Sagara v obdobju Sengoku in mečevalec v zgodnjem obdobju Edo. Veljal je za enega najboljših učencev Kamiizumija Nobucune (samuraj v obdobju Sengoku na Japonskem, znan po ustvarjanju šole bojevanja Šinkage-rjū), nato pa je ustanovil šolo Taiša rjū. Bil je šok, ko so oblasti potrdile obstoj tujega samuraja.

## Slavne osebe
Številne slavne osebe v japonski zgodovini so povezovali ali identificirali kot nindže, vendar je njihov status nindže težko dokazati in je lahko plod kasnejše domišljije. Govorice, ki obdajajo slavne bojevnike, kot sta Kusunoki Masašige ali Minamoto no Jošicune, jih včasih opisujejo kot nindže, vendar je za te trditve malo dokazov.
Nekateri dobro znani primeri so:
- Hino Kunimicu (日野 邦光) ali Kumavakamaru (13.–14. stoletje): mladenič, čigar izgnanemu očetu je menih Homma Saburō ukazal smrt. Kumakava se je maščeval tako, da se je vtihotapil v Hommino sobo, ko je ta spal in ga ubil z lastnim mečem. Bil je sin visokega svetovalca cesarja Go-Daiga, ne nindža. Jamabuši Daizenboh, ki je pomagal pri maščevanju Kumavakamaruja, je bil Suppa, neke vrste nindža.

- Kumavaka (16. stoletje): Suppa (nindža), ki je služil Obuju Toramasi (1504–1565), vazalu Takede Šingena.
- Jagjū Munetoši (1529–1606): priznani mečevalec šole Šinkage-rjū. Munejošijev vnuk, Jubei Munejoši, je pripovedoval zgodbe o tem, da je bil njegov dedek nindža.
- Hattori Hanzō (1542–1596): samuraj, ki je služil pod vodstvom Tokugave Iejasuja. Njegovo poreklo v provinci Iga, skupaj s priročniki za nindžucu, ki so jih objavili njegovi potomci, so pripeljali do tega, da so ga nekateri viri opredelili kot nindžo. Ta upodobitev je pogosta tudi v popularni kulturi.
- Išikava Goemon (1558–1594): Goemon naj bi poskušal kapniti strup iz niti v usta Oda Nobunage skozi skrivališče na stropu, vendar o Goemonu obstaja veliko domišljijskih zgodb in te zgodbe ni mogoče potrditi.
- Fūma Kotarō (um. 1603): nindža, za katerega se govori, da je ubil Hattori Hanzō, s katerim sta bila domnevno tekmeca. Po njem je poimenovano izmišljeno orožje Fūma šuriken.
- Močizuki Čijome (16. stoletje): žena Močizuke Moritokija. Čijome je ustanovila šolo za dekleta, ki je učila veščine, ki jih zahtevajo gejše, pa tudi vohunskih veščin.
- Momoči Sandajū (16. stoletje): vodja klanov Iga nindža, ki naj bi umrl med napadom Ode Nobunage na provinco Iga. Nekateri verjamejo, da je pobegnil smrti in živel kot kmet v provinci Kii. Momoči je tudi veja klana Hattori.
- Fudžibajaši Nagato (16. stoletje): Velja za enega od treh "največjih" Iga džōninov, druga dva sta Hattori Hanzō in Momoči Sandajū. Fudžibajašijevi potomci so napisali in uredili Bansenšukai.
- Katō Danzō (1503 – 1569): Slavni mojster nindža iz 16. stoletja v obdobju Sengoku, ki je bil znan tudi kot »Leteči Katō«.
- Tateoka Došun (16. stoletje): Iga nindža srednjega ranga v obdobju Sengoku.
- Karasava Genba (16. stoletje): samuraj iz obdobja Sengoku, v 16. stoletju našega štetja, ki je služil kot pomemben spremljevalec klana Sanada.

## V popularni kulturi
Podoba nindže je v popularno kulturo vstopila v obdobju Edo, ko so nastale ljudske pravljice in igre o nindžah. Zgodbe o nindžah običajno temeljijo na zgodovinskih osebnostih. Na primer, obstaja veliko podobnih zgodb o daimjōju, ki izziva nindžo, da dokaže svojo vrednost, običajno tako, da mu med spanjem ukrade blazino ali orožje. O nindži so bili napisani romani, kot je Džiraija Gōkecu Monogatari, ki je bil tudi uprizorjen v kabuki igri. Izmišljene osebe, kot je Sarutobi Sasuke, bi se sčasoma prebile v stripe in na televizijo, kjer so uživale status kulturnih junakov zunaj svojih izvirnih medijev.
Nindža se pojavlja v številnih oblikah japonskih in zahodnih priljubljenih medijev, vključno s knjigami (Kōga Ninpōčō), filmi (Enter the Nindža, Revenge of the Nindža, Ninja Assassin), televizijo (Akakage, The Master, Ninja Warrior), video igrami (Šinobi, Ninja Gaiden, Tenchu, Sekiro, Ghost of Tsushima), anime (Naruto, Ninja Scroll, Gatchaman), manga (Basilisk, Ninja Hattori-kun, Azumi), zahodna animacija (Ninjago: Masters of Spinjitzu) in ameriški stripi (Teenage Mutant Ninja želve). Od starodavne Japonske do sodobnih svetovnih medijev se priljubljene upodobitve gibljejo od realističnih do fantastično pretiranih, tako temeljno kot estetsko.

## Muzeji
- Muzej nindž v Igaryu

## Galerija
- Tekko-kagi, ročni kremplji
- Ašiko, železni plezalni pripomočki
- Ašiko, železni plezalni pripomočki
- Šikomizue, meč iz trsa
- Makibiši, železna bodika
- Šuriken, metalne konice
- Šuriken, metalne konicez lanenimi cofi
- Čigiriki, verižno in utežno orožje
- Kusarigama, veriga in srp
- Kusari-fundo, verižno orožje
- Različno skrito orožje
- Verižna srajca (Kusari katabira)